# Bye Bye Africa
Bye Bye Africa er en tchadisk spillefilm fra 1999 og er den første spillefilm i Tchad, instrueret af Mahamat Saleh Haroun. Filmen har vundet følgende priser:
- 1999 Amiens International Film Festival: Special Mention i kategorien "Best Feature Film"
- 2000 Kerala International Film Festival: FIPRESCI-prisen (sammen med Deveeri (1999))
- 1999 Filmfestivalen i Venedig:'CinemAvvenire'-prisen i kategorien "Best First Film", Luigi De Laurentiis Award – Special Mention